# Сакорафа, София
София Илия Сакорафа (греч. Σοφία Ηλία Σακοράφα, род. 29 апреля 1957, Трикала, Трикала) — бывшая греческая легкоатлетка (метание копья), политический деятель. Член партии МЕРА25. Президент Федерации лёгкой атлетики Греции (SEGAS) с 31 марта 2021 года, первая женщина в этой должности. В прошлом — депутат (2007—2014, 2019—2023) и заместитель председателя (2019—2023) парламента Греции, депутат Европейского парламента (2014—2019), член группы Европейские объединённые левые / Лево-зелёные Севера (GUE/NGL). Борец за права палестинского народа. Рекордсмен мира (сентябрь 1982).

## Биография
Родилась 29 апреля 1957 года в городе Трикала в Фессалии. Отец — Илиас Сакорафас (Ηλίας Ιωαν. Σακοράφας, ум. 2015), мать — Антигона (Αντιγόνη Σακοράφα).
Окончила Национальную академию физического воспитания (ΕΑΣΑ) по специальности учитель физкультуры.

## Спортивная карьера
Занималась в клубе «Трикала» (ΓΣ Τρικάλων).
Участвовала в летних Олимпийских играх 1976 года в Монреале и летних Олимпийских играх 1980 года в Москве.
Завоевала золото на Средиземноморских играх 1979 года в Сплите и бронзу на Средиземноморских играх 1987 года в Латакии.
Завоевала золото на чемпионате Европы по лёгкой атлетике 1982 года в Афинах.
26 сентября 1982 года метнула копьё на 74,20 метра, побив рекорд финской легкоатлетки Тиины Лиллак, которая 29 июля 1982 года  в Хельсинки метнула на 72,40 метра. Рекорд продержался до 16 июня 1983 года, когда Лиллак метнула копье на дистанцию 74,76 метра.
31 марта 2021 года избрана президентом Федерации лёгкой атлетики Греции (SEGAS), получила 114 голосов, а другой кандидат, Анастасия Келесиду получила 107 голосов. Стала третьим избранным президентом SEGAS и первой женщиной в этой должности.

## Борьба за права палестинского народа
София Сакофара получила палестинский паспорт из рук Ясира Арафата и подала заявку на место в сборной Государства Палестина на летних Олимпийских играх 2004 года в Афинах. 28 июня в возрасте 47 лет выступила под палестинским флагом на квалификационных соревнованиях в городе Ханья на греческом острове Крит, где метнула копьё на 47,23 метров. Из-за несоответствия квалификационному стандарту (смена гражданства) не была допущена генеральным секретарём Международной ассоциации легкоатлетических федераций (IAAF) Иштваном Дьюлаи до соревнований на Олимпийских играх в 2004 году.
Посещала президента Ясира Арафата в осажденной Мукате (резиденции палестинской администрации). Участвовала в инициативе «Корабль в Газу», греческой части международной «Флотилии свободы», целью которой являлся прорыв морской блокады сектора Газа. Находилась в Газе в 2009 году во время израильской бомбардировки.

## Политическая деятельность
В течение 12 лет была членом муниципальных советов общин Афины и Амарусион (1994—2006).
По итогам парламентских выборов 2000 года впервые избрана депутатом парламента от ПАСОК, но в парламенте её заменил Иоаннис Хараламбопулос.
По итогам парламентских выборов 2007 года избрана депутатом парламента от ПАСОК. Переизбрана на выборах 2009 года.
6 мая 2010 года была исключена из парламентской группы ПАСОК за то, что голосовала против пакета законов, предусматривающих сокращение государственных расходов на 30 млрд евро, внесённого премьер-министром Георгиосом Папандреу, председателем партии ПАСОК. До 2012 года была независимым депутатом.
В апреле 2012 года входит в центральный комитет партии СИРИЗА.
По итогам парламентских выборов 6 мая 2012 года избрана депутатом парламента от блока СИРИЗА-ЭКМ в избирательном округе Афины Б и переизбрана 17 июня. Была теневым министром внутренних дел в теневом правительстве Алексиса Ципраса. В 2014 году ушла из парламента, чтобы участвовать в выборах в Европейский парламент.
По итогам выборов в Европейский парламент 2014 года избрана депутатом от СИРИЗА. 28 сентября 2015 года покинула СИРИЗА из-за разногласий с руководством по поводу реализации Грецией непопулярных мер жёсткой экономии в обмен на предоставление ей финансовой помощи в 86 млрд евро в течение трёх лет.
24 декабря 2018 года София Сакорафа вступила в основанную Янисом Варуфакисом левооппозиционную партию «МЕРА25». По итогам парламентских выборов 2019 года избрана депутатом парламента Греции от партии «МЕРА25». Была заместителем председателя парламента. Партия не смогла преодолеть трёхпроцентный барьер на выборах в мае и июне 2023 года.

## Личная жизнь
Замужем за Костасом Бицанисом (Κώστας Μπιτσάνης), мать двух сыновей.